# Samuel Doe
Pour les articles homonymes, voir Doe.
Samuel Kanyon Doe, né le 6 mai 1951 à Tuzon et mort assassiné le 9 septembre 1990 à Monrovia, est un militaire et un homme d'État libérien. Il est à la tête du Liberia du 12 avril 1980 à sa mort, d’abord comme président du Conseil populaire de rédemption (1980-1986) puis comme président de la République (1986-1990).
En renversant le président William Tolbert lors d'un coup d'État, Samuel Doe met fin au régime du True Whig Party, qui détenait le pouvoir au profit exclusif des descendants des colons afro-américains. Doe est ainsi le premier descendant d'autochtone à devenir chef de l’État depuis l'indépendance du pays en 1847. Élu en 1985, il instaure rapidement un régime dictatorial.
À la fin de l'année 1989, des affrontements éclatent entre les forces gouvernementales et des combattants rebelles se réclamant d'un groupe d'opposition, le Front national patriotique du Liberia (NPFL), dirigé par un ancien membre du gouvernement, Charles Taylor.
En 1990, un désaccord au sein du NPLF conduit Prince Johnson à faire sécession avec un millier de dissidents. Le président Doe est peu après capturé, torturé et assassiné par Johnson et ses hommes. 
Plusieurs personnalités lui succèdent à la tête du pays, avant que Charles Taylor ne devienne président de la République à l'issue de la guerre civile de 1989-1997.

## Origines et ascension
Le 6 mai 1951, Samuel Kanyon Doe naît à Tuzon, un petit village situé dans les eaux intérieures du comté de Grand Gedeh. Sa famille appartenait au peuple Krahn, un groupe autochtone minoritaire important dans cette région. À l'âge de 16 ans, Doe a terminé ses études primaires et s'est inscrit à un collège baptiste à Zwedru.
Deux ans plus tard, il s'est enrôlé dans les forces armées du Liberia, espérant ainsi obtenir une bourse d'études dans un lycée de Kakata, mais il a été affecté à des tâches militaires. Au cours des dix années suivantes, il a été affecté à divers lieux d'affectation, notamment dans une école militaire et à la tête d'un assortiment de garnisons et de prisons à Monrovia. Il a finalement terminé ses études secondaires par correspondance. Doe fut promu au grade de sergent-chef le 11 octobre 1979 et fut nommé administrateur du troisième bataillon à Monrovia, poste qu'il occupa pendant onze mois.

## Président du Liberia

### Coup d'État de 1980 et régime dictatorial

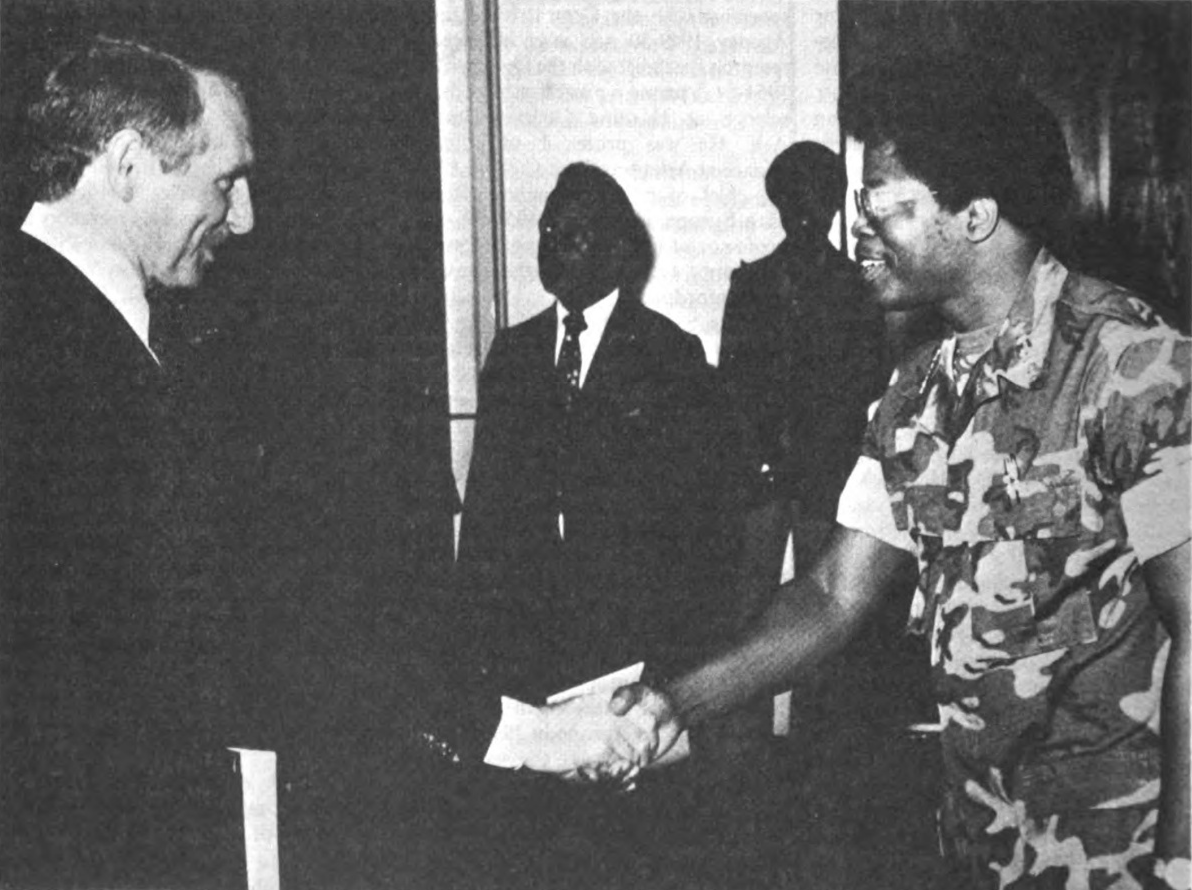
L'ambassadeur américain au Libéria William L. Swing (à gauche) présentant ses lettres de créance au commandant en chef Samuel Doe, en 1980.

Ancien sergent, formé par les bérets verts américains, il prend le pouvoir au Liberia par un coup d'État le 12 avril 1980. Il en devient président, et suspend la constitution de 1847. Il met en place le People's Redemption Council, gouvernement provisoire qu'il préside. 
Son prédécesseur William Tolbert est tué par ses hommes dans son lit. Doe fait ensuite exécuter 13 des membres du gouvernement Tolbert en public sur une plage. Un régime de terreur est institué, marqué par des exécutions sommaires,.
Issu de l'ethnie Krahn, Doe tend à favoriser son ethnie d'origine. Il obtient tout d'abord le soutien du gouvernement américain sous la présidence de Ronald Reagan, mais le perd progressivement du fait de la corruption et de l'impopularité de son régime.

Samuel Doe avec le président des États-Unis, Ronald Reagan, en 1982.

Très proche des États occidentaux dans le contexte de la guerre froide, il coupe les relations diplomatiques avec l'Union soviétique. 
En 1984, le People's Redemption Council est remplacé par l'assemblée nationale.

### Coup d'État avorté de 1985
Les élections d'octobre 1985, remportées par Doe avec 51 % des voix, mais considérées comme largement frauduleuses, accroissent l'impopularité du régime. Doe a déclaré publiquement que s'il perdait les élections, il ne céderait pas le pouvoir et l'armée procéderait à un autre coup d'État en moins de deux semaines, une position qui a été durement critiquée par la communauté internationale et les partis politiques participant aux élections. En novembre de la même année, un ancien commandant militaire, le général Thomas Quiwonkpa, tente de renverser le pouvoir. Quiwonkpa, soutien de Doe en 1980, avait été nommé en 1983 secrétaire du People's Redemption Council, mais il avait refusé le poste. Il avait été ensuite déchu de son commandement, sans doute à cause d'une tentative ratée de coup d'État, ce qui l'avait contraint à se réfugier aux États-Unis. Ses forces entrent au Liberia par la Côte d'Ivoire ; les manœuvres visent à s'emparer de l'émetteur de la radio d'état ELWA et de la résidence du président. Si la radio est contrôlée rapidement par les rebelles, et que de nombreux membres du gouvernement (le ministre de la Défense, le vice-président élu, le ministre de l'Information) sont capturés, Doe est bien protégé dans sa maison par sa garde personnelle et le 1er bataillon de l'armée, commandé par son cousin.
Le président du Liberia reprend le contrôle de la situation en une dizaine d'heures, malgré de violents combats qui font au moins 16 morts : la radio est vite reprise et, malgré une menace d'invasion lancée depuis la Côte d'Ivoire par les rebelles, le coup d'État est avorté.

### Torture et assassinat
En 1990, le Liberia bascule dans la guerre civile. Prince Johnson (Front indépendant) et Charles Taylor (NPLF) sont à la tête de deux groupes rebelles. Les rebelles sont alors perçus comme des libérateurs, le régime de Doe reposant sur la terreur et ses troupes commettant des crimes de masse.
Doe est capturé par les troupes de Johnson dans le bureau du chef de l'ECOMOG, qui s'étaient déployées un mois avant. Il meurt sous la torture : les jambes mitraillées, les oreilles et les doigts coupés, il est exécuté d'une balle dans la tête. Son corps est ensuite exposé nu dans les rues de Monrovia.

Une vidéo, montrant la torture et la mort de Doe, et dont les images choquent la communauté internationale, est diffusée pendant quelques années dans les pays d'Afrique de l'Ouest. 

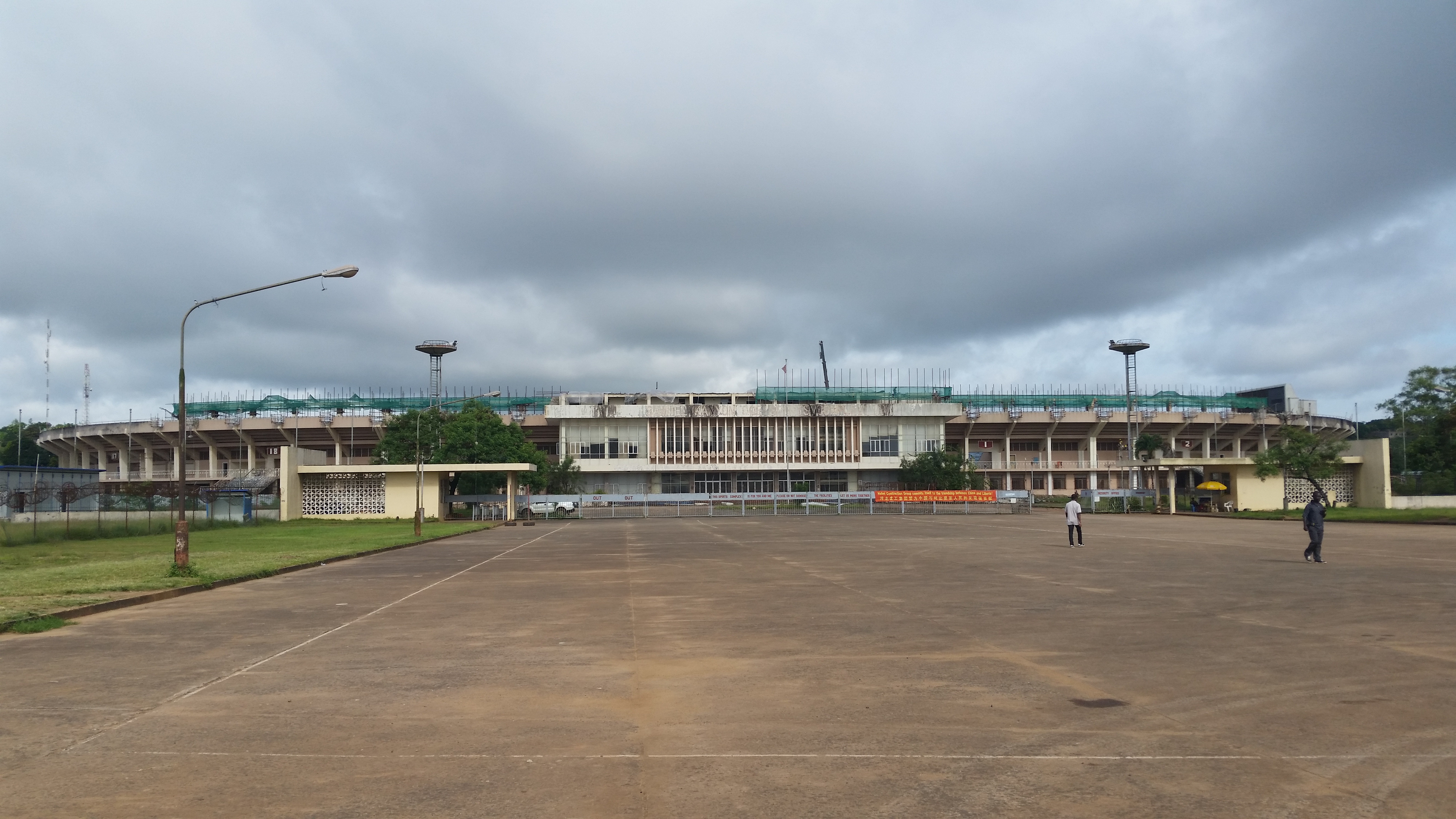
SKD stade de football Monrovia.

## Vie privée
Il est chrétien baptiste, membre de la First Baptist Church de Zwedru, puis de la Providence Baptist Church de Monrovia en 1985.

## Héritage
En novembre 2000, lors d'une réunion au nom de la famille Doe, son fils Samuel Doe Jr. accompagné de la veuve du président, Nancy Doe, a déclaré lors d'une conférence qu'il avait des sentiments de haine et de ressentiment contre une certaine personne, des pensées de vengeance contre le meurtrier de son père depuis 10 ans et qui avait l'intention de nettoyer ses péchés et ses sentiments de haine et de vengeance contre le bourreau de son père, les deux parties ont été réconciliées par le pasteur T. B. Joshua,.